# Anthony i Joe Russo
Anthony Russo (ur. 3 lutego 1970) i Joseph Russo (ur. 18 lipca 1971), także bracia Russo – amerykańscy reżyserzy, scenarzyści, producenci filmowi i aktorzy. Wyreżyserowali szereg filmów, należących do Filmowego Uniwersum Marvela – Kapitan Ameryka: Zimowy żołnierz (2014), Kapitan Ameryka: Wojna bohaterów (2016), Avengers: Wojna bez granic (2018) i Avengers: Koniec gry (2019). Produkcje te otrzymały wiele nagród, a Avengers: Koniec gry stał się najbardziej dochodowym filmem wszech czasów. Większość ze swoich dzieł tworzą wspólnie.

## Młodość
Anthony i Joe Russo urodzili się i wychowali w mieście Cleveland, w stanie Ohio. Ich rodzice to Patricia oraz Basil Russo, którzy są pochodzenia włoskiego. Bracia uczęszczali do Benedictine High School. Joe jest absolwentem University of Iowa, gdzie ukończył filologię angielską, a Anthony studiował biznes na University of Pennsylvania, a później przeszedł na filologię angielską. Joe uzyskał również tytuł magistra sztuk teatralnych na Case Western Reserve University. Następnie obaj uczęszczali do szkoły filmowej – Joe do University of California w Los Angeles, a Anthony do Columbia University.

## Kariera
Pierwszym wspólnym filmem braci Russo była komedia Pieces z roku 1997, którą razem wyreżyserowali, wyprodukowali i napisali scenariusz, jeszcze podczas uczęszczania do szkoły filmowej, a Joe zagrał główną rolę, za co został później nagrodzony. Gdy Steven Soderbergh zobaczył film, zaproponował braciom wyprodukowanie ich kolejnego projektu.
W 2006 roku bracia Russo wyreżyserowali komedię Owena Wilsona Ja, ty i on. Film zarobił 130 milionów dolarów na całym świecie.
Na początku czerwca 2012 poinformowano, że Joe i Anthony prowadzą rozmowy z Marvel Studios, w sprawie pracy nad sequelem filmu Kapitan Ameryka: Pierwsze starcie. Prace nad filmem Kapitan Ameryka: Zimowy żołnierz zostały ukończone w lipcu 2013, a wydany został 4 kwietnia 2014. W styczniu 2014 bracia Russo zobowiązali się do wyreżyserowania jeszcze jednej części, zamykającej trylogię Kapitana Ameryki. Produkcja powstała, pod tytułem Kapitan Ameryka: Wojna bohaterów, została wydana 6 maja 2016 roku i odniosła duży sukces.
W maju 2014 roku ogłoszono, że będą współscenarzystami i reżyserami filmu The Gray Man. Na początku 2015 roku podpisali kontrakt ze studiem Sony.
W 2018 roku, bracia Russo wyreżyserowali film Avengers: Wojna bez granic, który stał się pierwszym filmem superbohaterskim, jaki zarobił ponad 2 miliardy dolarów. Tym samym, zostali trzecimi reżyserami w historii (po Jamesie Cameronie i J.J. Abramsie), których film przekroczył tę granicę. Jego sequel – Avengers: Koniec gry, wydany 26 kwietnia 2019, pobił liczne rekordy, m.in. najbardziej dochodowego filmu wszech czasów. Po jego nakręceniu, zostali drugimi reżyserami w historii (po Jamesie Cameronie, który nakręcił filmy Avatar oraz Titanic), którzy stworzyli dwa filmy, zarabiające ponad 2 miliardy dolarów. Dla studia Marvel wyreżyserowali również sceny po napisach w filmach Ant-Man oraz Kapitan Marvel.

## Filmografia

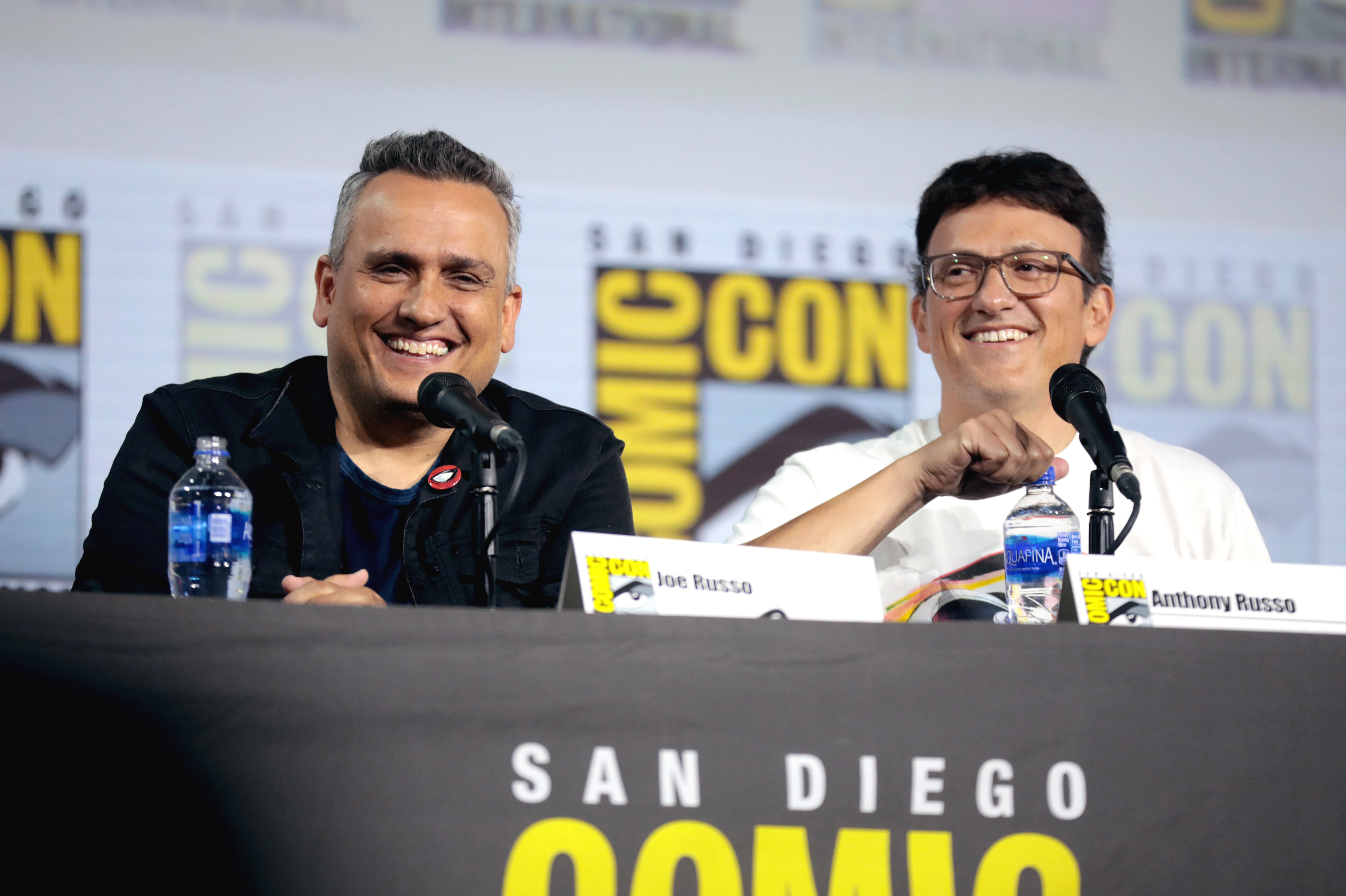
Bracia Russo (San Diego Comic-Con 2019)

### Filmy
| Rok  | Tytuł                               | Jako:     | Jako:       | Jako:      | Uwagi |
| Rok  | Tytuł                               | Reżyserzy | Scenarzyści | Producenci | Uwagi |
| ---- | ----------------------------------- | --------- | ----------- | ---------- | ----- |
| 1997 | Pieces                              | Tak       | Tak         | Tak        |       |
| 2002 | Witajcie w Collinwood               | Tak       | Tak         | Nie        |       |
| 2006 | Ja, ty i on                         | Tak       | Nie         | Nie        |       |
| 2014 | Kapitan Ameryka: Zimowy żołnierz    | Tak       | Nie         | Nie        |       |
| 2016 | Kapitan Ameryka: Wojna bohaterów    | Tak       | Nie         | Nie        |       |
| 2018 | Avengers: Wojna bez granic          | Tak       | Nie         | Nie        |       |
| 2019 | Avengers: Koniec gry                | Tak       | Nie         | Nie        |       |
| 2019 | 21 mostów                           | Nie       | Nie         | Tak        |       |
| 2020 | Relikt                              | Nie       | Nie         | Tak        |       |
| 2020 | Mosul                               | Nie       | Nie         | Tak        |       |
| 2020 | Tyler Rake: Ocalenie                | Nie       | Joe         | Tak        |       |
| 2021 | Cherry: Niewinność utracona         | Tak       | Nie         | Tak        |       |
| 2022 | Gray Man                            | Tak       | Joe         | Tak        |       |
| 2022 | Wszystko wszędzie naraz             | Nie       | Nie         | Tak        |       |
| 2023 | Tyler Rake 2                        | Nie       | Joe         | Tak        |       |
| 2023 | Raz, dwa, trzy... wchodzisz do gry! | Nie       | Nie         | Tak        |       |

### Seriale TV
| Rok       | Tytuł                                    | Reżyserzy | Producenci |
| --------- | ---------------------------------------- | --------- | ---------- |
| 2003      | Lucky                                    | Tak       | Nie        |
| 2003–2005 | Bogaci bankruci                          | Tak       | Nie        |
| 2004–2005 | LAX                                      | Tak       | Tak        |
| 2006      | Czas na Briana                           | Tak       | Nie        |
| 2007–2008 | Carpoolers                               | Tak       | Tak        |
| 2009–2014 | Community                                | Tak       | Tak        |
| 2010      | Mój najlepszy wróg                       | Tak       | Tak        |
| 2011–2012 | Happy Endings                            | Tak       | Tak        |
| 2011–2012 | Do białego rana                          | Tak       | Nie        |
| 2012      | Animal Practice                          | Tak       | Tak        |
| 2015      | Agentka Carter                           | Tak       | Nie        |
| 2019      | Deadly Class                             | Nie       | Tak        |
| 2019      | Larry Charles’ Dangerous World of Comedy | Nie       | Tak        |
| 2022–2023 | Stamtąd                                  | Nie       | Tak        |
| 2023      | Cytadela                                 | Nie       | Tak        |